# Anopheles hargreavesi
Anopheles hargreavesi är en tvåvingeart som beskrevs av Evans 1927. Anopheles hargreavesi ingår i släktet Anopheles och familjen stickmyggor. Inga underarter finns listade i Catalogue of Life.